# Instituto Nacional de Estadística y de Economía Aplicada

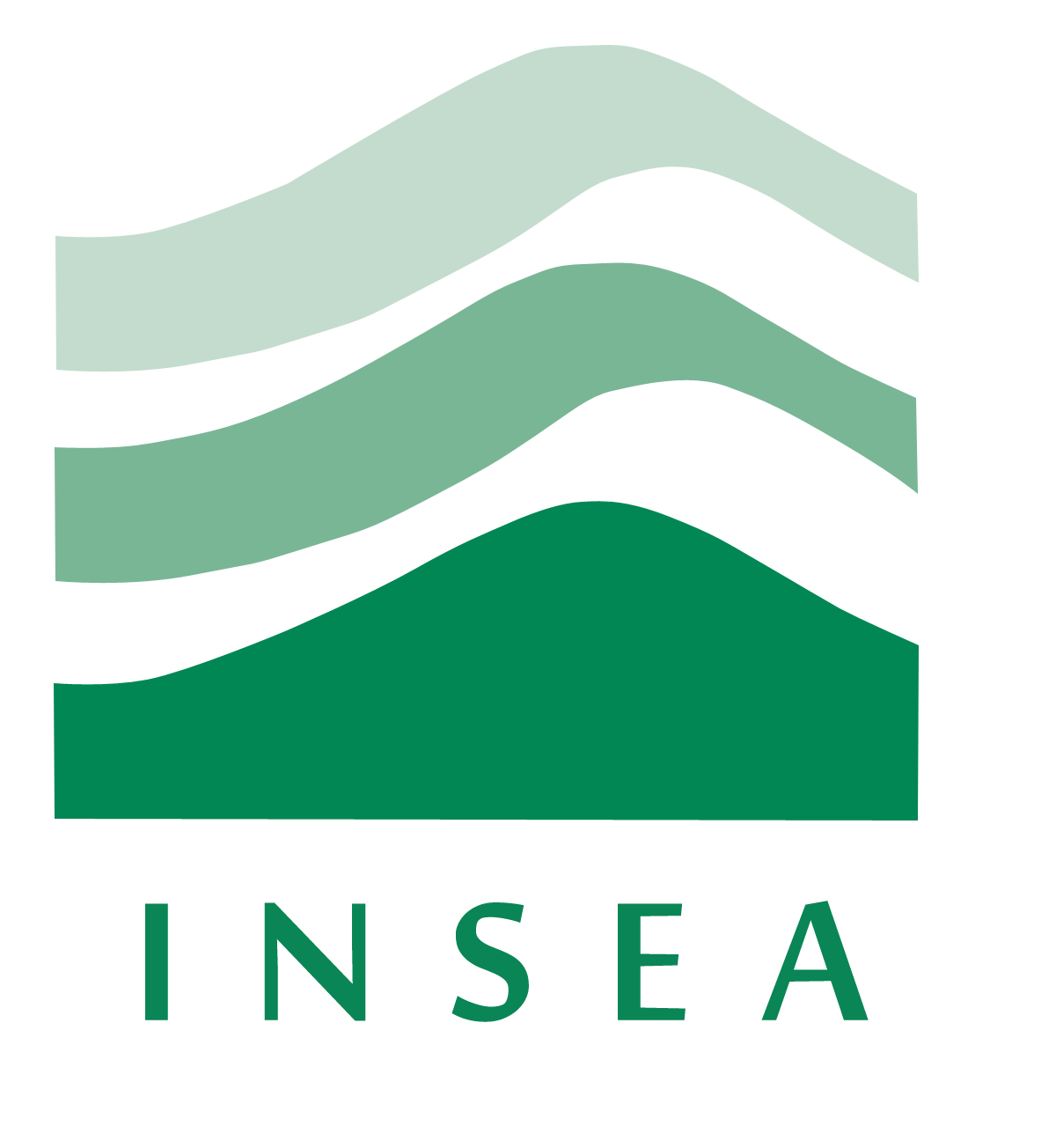
Centro de Formación de Ingenieros en Obras Estadísticas

El Instituto Nacional de Estadística y de Economía Aplicada, o INSEA es un instituto público universitario, situado en Madinat Al Irfane, Rabat (Reino de Marruecos). La misión del organismo es formar ingenieros en economía aplicada, estadística, informática, investigación de operaciones, ciencias actuariales y financieras y demografía.
El Instituto Nacional de Estadística y de Economía Aplicada (INSEA) (en árabe:المعهد الوطني للإحصاء والاقتصادالتطبيقي) ha sido creado en 1967 por Decreto Real.
Actualmente, está bajo la tutela del Haut Commissariat au Plan, órgano nacional de la planificación económica. 

## Graduados de renombre
- Taieb Fassi Fihri, ministro marroquí de asuntos exteriores y de cooperación.
- Mohamed Horani, presidente director general de HPS, HPS es una empresa de tecnología bancaria, de las más grandes del Magreb y de la África francófona.
- Chakib Rkizi, director general del "Trading room" de Attijary WafaBank.
- Houssem Ben Taher, director de investigación y desarrollo de Diagnos, Quebec, Canadá.